# Sergi Bruguera
Sergi Bruguera Torner (* 16. Januar 1971 in Barcelona) ist ein ehemaliger spanischer Tennisspieler.

## Karriere
In seiner Tenniskarriere (Profi ab 1988) gewann er 14 Einzeltitel und drei Titel im Doppel. Seine größten Erfolge erzielte der Sandplatzspezialist mit dem Gewinn der French Open 1993 (Sieg im Finale gegen Jim Courier) und 1994 (Sieg im Finale gegen seinen Landsmann Alberto Berasategui) sowie der Silbermedaille bei den Olympischen Spielen 1996.
Seine beste Platzierung in der ATP-Weltrangliste erreichte er mit Platz 3 im August 1994.

## Erfolge
| Legende             |
| Grand Slam          |
| Olympische Spiele   |
| ATP Masters Serie   |
| ATP Tour            |
| ATP Challenger Tour |

### Einzel

#### Turniersiege

##### ATP Tour
| Nr. | Datum              | Turnier         | Belag     | Finalgegner         | Ergebnis                |
| --- | ------------------ | --------------- | --------- | ------------------- | ----------------------- |
| 1.  | 7. April 1991      | Estoril         | Sand      | Karel Nováček       | 7:6, 6:1                |
| 2.  | 28. April 1991     | Monte Carlo (1) | Sand      | Boris Becker        | 5:7, 6:4, 7:6, 7:6      |
| 3.  | 6. Oktober 1991    | Athen           | Sand      | Jordi Arrese        | 7:5, 6:3                |
| 4.  | 3. Mai 1992        | Madrid          | Sand      | Carlos Costa        | 7:6, 6:2, 6:2           |
| 5.  | 12. Juli 1992      | Gstaad (1)      | Sand      | Francisco Clavet    | 6:1, 6:4                |
| 6.  | 12. August 1992    | Palermo         | Sand      | Emilio Sánchez      | 6:1, 6:3                |
| 7.  | 25. April 1993     | Monte Carlo (2) | Sand      | Cédric Pioline      | 7:6, 6:0                |
| 8.  | 6. Juni 1993       | French Open (1) | Sand      | Jim Courier         | 6:4, 2:6, 6:2, 3:6, 6:3 |
| 9.  | 11. Juli 1993      | Gstaad (2)      | Sand      | Karel Nováček       | 6:3, 6:4                |
| 10. | 8. August 1993     | Prag (1)        | Sand      | Andrei Tschesnokow  | 7:5, 6:4                |
| 11. | 19. September 1993 | Bordeaux        | Hartplatz | Diego Nargiso       | 7:5, 6:2                |
| 12. | 5. Juni 1994       | French Open (2) | Sand      | Alberto Berasategui | 6:3, 7:5, 2:6, 6:1      |
| 13. | 10. Juli 1994      | Gstaad (3)      | Sand      | Guy Forget          | 3:6, 7:5, 6:2, 6:1      |
| 14. | 7. August 1994     | Prag (2)        | Sand      | Andrij Medwedjew    | 6:3, 6:4                |

##### Challenger Tour
| Nr. | Datum            | Turnier  | Belag     | Finalgegner   | Ergebnis             |
| --- | ---------------- | -------- | --------- | ------------- | -------------------- |
| 1.  | 27. Februar 1989 | Kairo    | Sand      | Jordi Arrese  | 6:7, 6:4, 6:4        |
| 2.  | 31. Juli 2000    | Segovia  | Hartplatz | Jan Siemerink | 5:7, 6:3, 1:0 aufgg. |
| 3.  | 25. März 2002    | Barletta | Sand      | Renzo Furlan  | 3:6, 7:65, 7:65      |

#### Finalteilnahmen
| Nr. | Datum              | Turnier                 | Belag       | Finalgegner            | Ergebnis            |
| --- | ------------------ | ----------------------- | ----------- | ---------------------- | ------------------- |
| 1.  | 9. Juli 1990       | Gstaad (1)              | Sand        | Martín Jaite           | 3:6, 7:6, 2:6, 2:6  |
| 2.  | 10. September 1990 | Genf                    | Sand        | Horst Skoff            | 6:7, 6:7            |
| 3.  | 8. April 1991      | Barcelona (1)           | Sand        | Emilio Sánchez Vicario | 4:6, 6:77, 2:6      |
| 4.  | 8. Juli 1991       | Gstaad (2)              | Sand        | Emilio Sánchez Vicario | 1:6, 4:6, 4:6       |
| 5.  | 30. März 1992      | Estoril                 | Sand        | Carlos Costa           | 6:4, 2:6, 2:6       |
| 6.  | 14. September 1992 | Bordeaux                | Sand        | Andrij Medwedjew       | 3:6, 6:1, 2:6       |
| 7.  | 5. Oktober 1992    | Athen                   | Sand        | Jordi Arrese           | 5:7, 0:3 aufgg.     |
| 8.  | 8. Februar 1993    | Mailand (1)             | Teppich (i) | Boris Becker           | 3:6, 3:6            |
| 9.  | 5. April 1993      | Barcelona (2)           | Sand        | Andrij Medwedjew       | 7:67, 3:6, 5:7, 4:6 |
| 10. | 26. April 1993     | Madrid (1)              | Sand        | Stefan Edberg          | 3:6, 3:6, 2:6       |
| 11. | 27. September 1993 | Palermo                 | Sand        | Thomas Muster          | 6:72, 5:7           |
| 12. | 31. Januar 1994    | Dubai                   | Hartplatz   | Magnus Gustafsson      | 4:6, 2:6            |
| 13. | 18. April 1994     | Monte Carlo             | Sand        | Andrij Medwedjew       | 5:7, 1:6, 3:6       |
| 14. | 25. April 1994     | Madrid (2)              | Sand        | Thomas Muster          | 2:6, 6:3, 4:6, 5:7  |
| 15. | 15. Mai 1995       | Rom                     | Sand        | Thomas Muster          | 6:3, 6:75, 2:6, 3:6 |
| 16. | 22. Juli 1996      | Olympische Sommerspiele | Hartplatz   | Andre Agassi           | 2:6, 3:6, 1:6       |
| 17. | 24. Februar 1997   | Mailand (2)             | Teppich (i) | Goran Ivanišević       | 2:6, 2:6            |
| 18. | 17. März 1997      | Miami                   | Sand        | Thomas Muster          | 6:76, 3:6, 1:6      |
| 19. | 26. Mai 1997       | French Open             | Sand        | Gustavo Kuerten        | 3:6, 4:6, 2:6       |
| 20. | 21. Juli 1997      | Umag                    | Sand        | Gustavo Kuerten        | 3:6, 5:7            |
| 21. | 24. Juli 2000      | San Marino              | Sand        | Álex Calatrava         | 6:77, 6:1, 4:6      |